# Franse literatuur in de 20e eeuw (tot 1914)
De eerste 14 jaar van de 20e eeuw, tot het begin van de Eerste Wereldoorlog, zijn in feite niet meer dan een voortzetting van de ontwikkelingen aan het eind van de eeuw ervoor; de tegenstellingen die toen waren ontstaan verscherpten verder.

## Belle époqueenfin de siècle

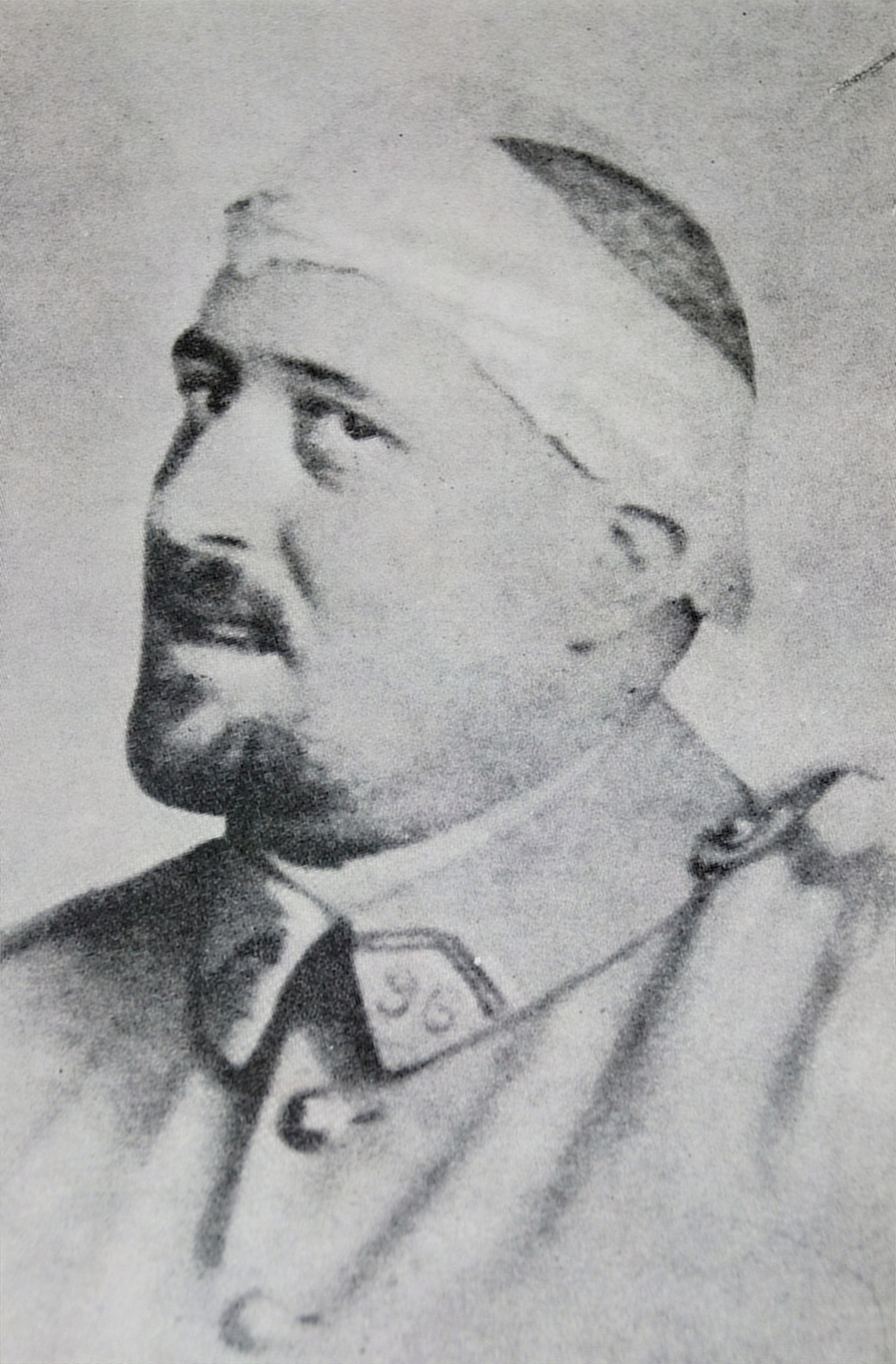
Apollinaire

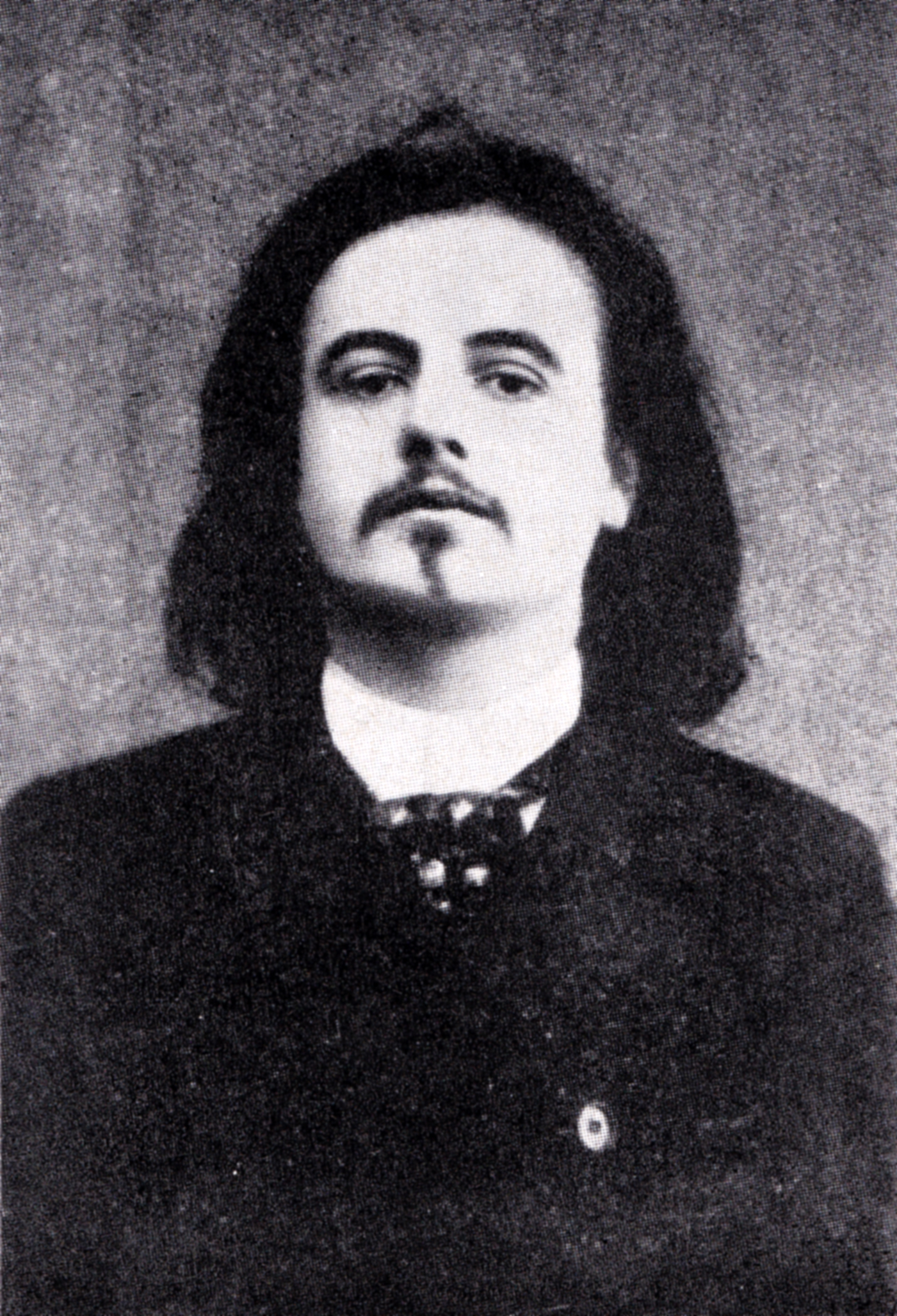
Jarry

Hoewel het in tegenstelling tot de 19e eeuw politiek gezien een stabiele tijd was (de Derde Republiek duurde van 1871 tot 1940) waren het sociaal en cultureel gezien zeer turbulente tijden. Aan de ene kant was er sprake van ongebreideld optimisme en euforie door de wetenschappelijke en economische ontwikkeling, waardoor de jaren voor de Eerste Wereldoorlog de benaming belle époque zouden krijgen. Maar aan de andere kant zijn er de toenemende sociale misstanden en conflicten en hing de dreiging van de Eerste Wereldoorlog al in de lucht. Dat algemene gevoel van onbehagen wordt met fin de siècle aangeduid.

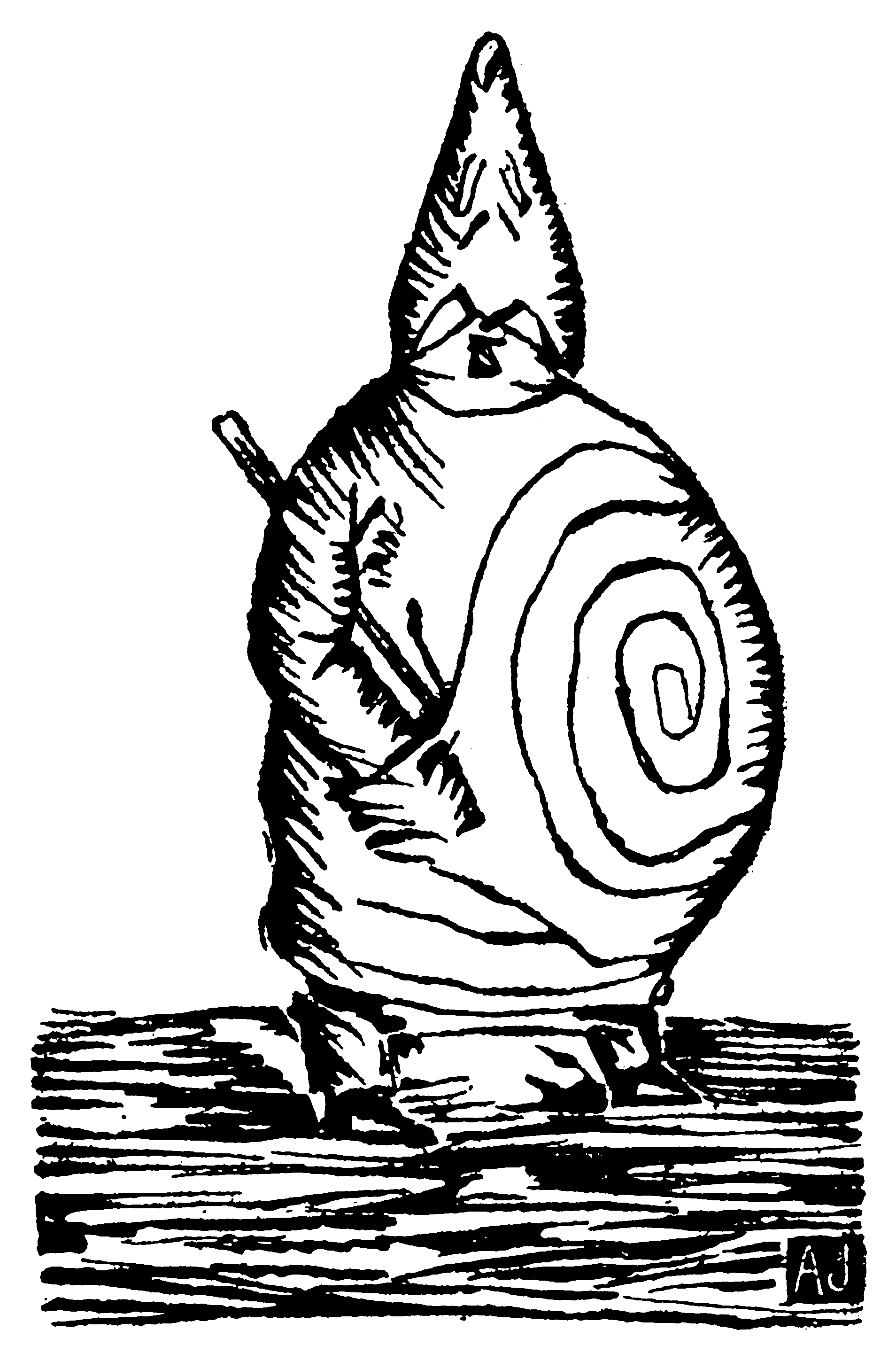
Père Ubu uit Ubu Roi van Alfred Jarry

Voor het theater werden vooral amusementstoneelstukken geschreven: de schrijvers wilden de burgers van de belle époque vermaken, zij het op een ironisch spottende wijze: Georges Feydeau, On purge bébé (1910) en Georges Courteline, Messieurs les Ronds-de-Cuir (1910). Vernieuwingsdrang in het theater vond men bij één auteur die verregaand absurd toneel schrijft: Alfred Jarry, Ubu Roi (1896). Zijn stukken waren trouwens oorspronkelijk bedoeld voor het marionettentheater.

## De intellectuelen
Vooraanstaande schrijvers en denkers uitten in deze tijd, het fin de siècle, steeds meer in het openbaar hun mening over sociale misstanden en er kwam een typisch Franse naam om hun aan te duiden: les intellectuels, oftewel de intellectuelen. Het verschil met de Nederlandse betekenis van het woord is dat de Franse intellectuelen zich openlijk met de stand van zaken in de maatschappij bemoeiden. Les intellectuels werd voor het eerst gebruikt na het verschijnen van J'accuse...!, waarin Émile Zola zijn mening over de  Dreyfusaffaire gaf, maar al snel werd er de hele klasse van schrijvers en denkers mee bedoeld, die later in de 20e eeuw en in andere landen, als intelligentsia bekendstond.
Vooraanstaande intellectuelen waren Anatole France, die voor links schreef, Romain Rolland, een pacifist, maar ook schrijvers als Maurice Barrès, die nationalische artikelen, essays en zelfs twee nationalistische romantrilogieën schreef: Le Roman de l'énergie nationale en Les bastions de l'Est. Voor veel van deze schrijvers was hun politieke activiteit even belangrijk als hun literaire productie. De inhoud van hun werk was het belangrijkst, qua vorm brachten ze geen veranderingen in.
Andere romanschrijvers ontdekten Freud. Zo beschreef Alain-Fournier in zijn Le Grand Meaulnes (1913) de wereld van adolescenten en typeerde Octave Mirbeau in Journal d'une femme de chambre (1900) de mentalilteit van de Franse bourgeoisie.

## Irrationalistische tendensen
Er ontstond een tegenbeweging, die een voortzetting was van het laat-19e-eeuwse symbolisme en zich niet alleen tegen het politieke engagement afzette, maar ook tegen de 19e-eeuwse positivistische manier van denken die de hele 20e eeuw door is blijven werken. Het absolute karakter hiervan werd op diverse manieren ter discussie gesteld. Onder andere de psychoanalyse van Sigmund Freud en de relativiteitstheorie van Albert Einstein zouden volgens deze tegenbeweging afbreuk doen aan het vertrouwen in de wetenschap. Schrijvers die voorheen het positivisme beleden, bekeerden zich tot het katholieke geloof, het boeddhisme, of zelfs het occultisme. De literatuur van symbolisten als Stéphane Mallarmé, Joris-Karl Huysmans, André Gide en Émile Verhaeren werd steeds minder toegankelijk en gleed af naar decadentisme. Een andere emblematische schrijver is Maurice Maeterlinck, Pelléas et Mélisande (1892).

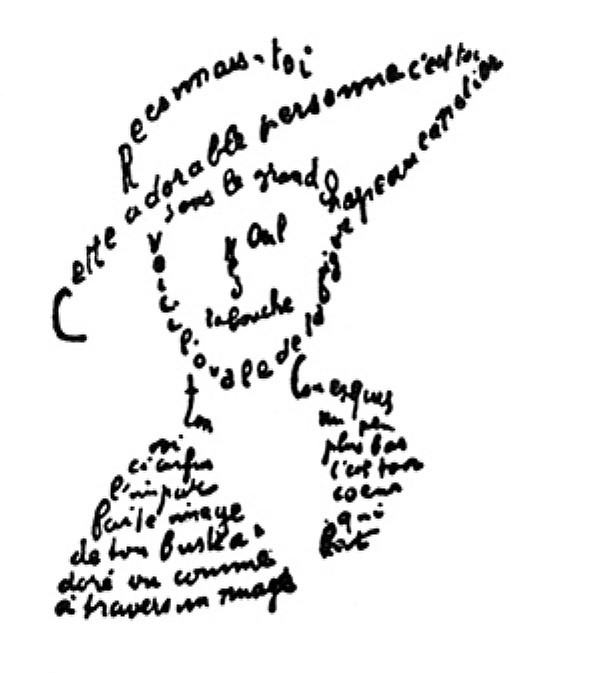
Een kalligram van Apollinaire

## Geboorte van de moderne poëzie
De beweging van l'Art pour l'Art, een voortzetting van de dichtersgroep de Parnasse, streefde vooral naar een absolute stilistische schoonheid. De poëzie van het begin van de 20e eeuw richtte -hernieuwde- aandacht op wereld en werkelijkheid. Er wordt meer en meer geëxperimenteerd met vorm en stijlfiguren. Paul Valéry gebruikt in zijn dichtwerk La jeune Parque (1917) zeer ontoegankelijke taal. Poëzie moet in zijn ogen zo moeilijk mogelijk zijn, hoe langer het duurt om het te begrijpen, hoe groter het besef de schoonheid. Guillaume Apollinaire, Alcools (1913) en Calligrammes (1918) daarentegen, werkt aan zeer visuele poëzie. De vorm en de inhoud van zijn gedichten kunnen uitgewisseld worden. We zijn inmiddels ver van de alexandrijn die minder dan een eeuw ervoor de Franse poëzie nog volledig bepaalde.